# Гафаров Едіп Саїдович
Едіп Саїдович Гафаров (крим. Edip Said oğlu Gafarov, Эдип Саид огълу Гафаров; нар. 9 травня 1952, Акташ, Самаркандська область) — український і російський політик. Заступник Голови Державної ради Республіки Крим із 30 липня 2018 року. Російський колаборант.
Депутат Державної ради Республіки Крим із 2014 року.
Заступник голови Ради Міністрів Автономної Республіки Крим (2002—2005). Депутат Верховної ради Автономної Республіки Крим (2002—2006), депутат Верховної Ради Автономної Республіки Крим шостого скликання (2010—2014).

## Біографія
Народився 9 травня 1952 року в селищі Акташ Нарпайського району Самаркандської області Узбецької РСР. Кримський татарин за національністю.
У 1970—1972 роках служив у Групі радянських військ у Німеччині.
З 1974 року працював у Самаркандському обласному управлінні БТІ.
У 1982 році закінчив Самаркандський державний архітектурно-будівельний інститут.
У 1991—1999 роках працював у будівельній галузі в Криму — директором комбінату будівельних матеріалів, керівником будівельного тресту.
З 1999 року — заступник голови республіканського комітету Автономної Республіки Крим у справах національностей та депортованих громадян, у 2000–2002 роках – голова комітету.
У 2002-2005 роках — заступник голови Ради міністрів Автономної Республіки Крим.
На виборах у Криму очолював «Кримськотатарський блок», опозиційний «Меджлісу кримськотатарського народу» Мустафи Джемілєва. У 2006 році заявив, що «Меджліс намагається привласнити собі всю повноту влади серед кримських татар і всі заслуги в національному русі», у 2007 році сказав, що «думка меджлісу - це ще не думка всього кримськотатарського народу».
У 2008—2014 роках — перший заступник голови республіканського комітету Автономної Республіки Крим з водогосподарського будівництва та зрошуваного землеробства.
Депутат Верховної ради Автономної Республіки Крим (2002—2006), депутат Верховної Ради Автономної Республіки Крим шостого скликання (2010—2014).
З 14 вересня 2014 - депутат Державної ради Республіки Крим першого скликання (обраного за законами Росії), голова комітету з міжнаціональних відносин.
Українською прокуратурою АРК підозрюється у державній зраді, у зв'язку з чим оголошений у розшук.
30 липня 2018 року обраний заступником Голови Державної ради Республіки Крим.

## Нагороди
- Почесна грамота Кабінету міністрів України (22 травня 2004 р.) — за багаторічну сумлінну працю, вагомий особистий внесок у зміцнення міжнаціональних відносин у Криму та здійснення заходів, пов'язаних із поверненням та облаштуванням депортованих громадян[4].
- Орден «За вірність обов'язку» (13 березня 2015 р.) — за особливі заслуги при виконанні службового та цивільного обов'язку, бездоганне виконання службових обов'язків, мужність, самовідданість та ініціативу, виявлені в період організації та проведення загальнокримського референдуму[5].
- Медаль «За доблесну працю» (19 квітня 2022)[6].